# Boomspiegel

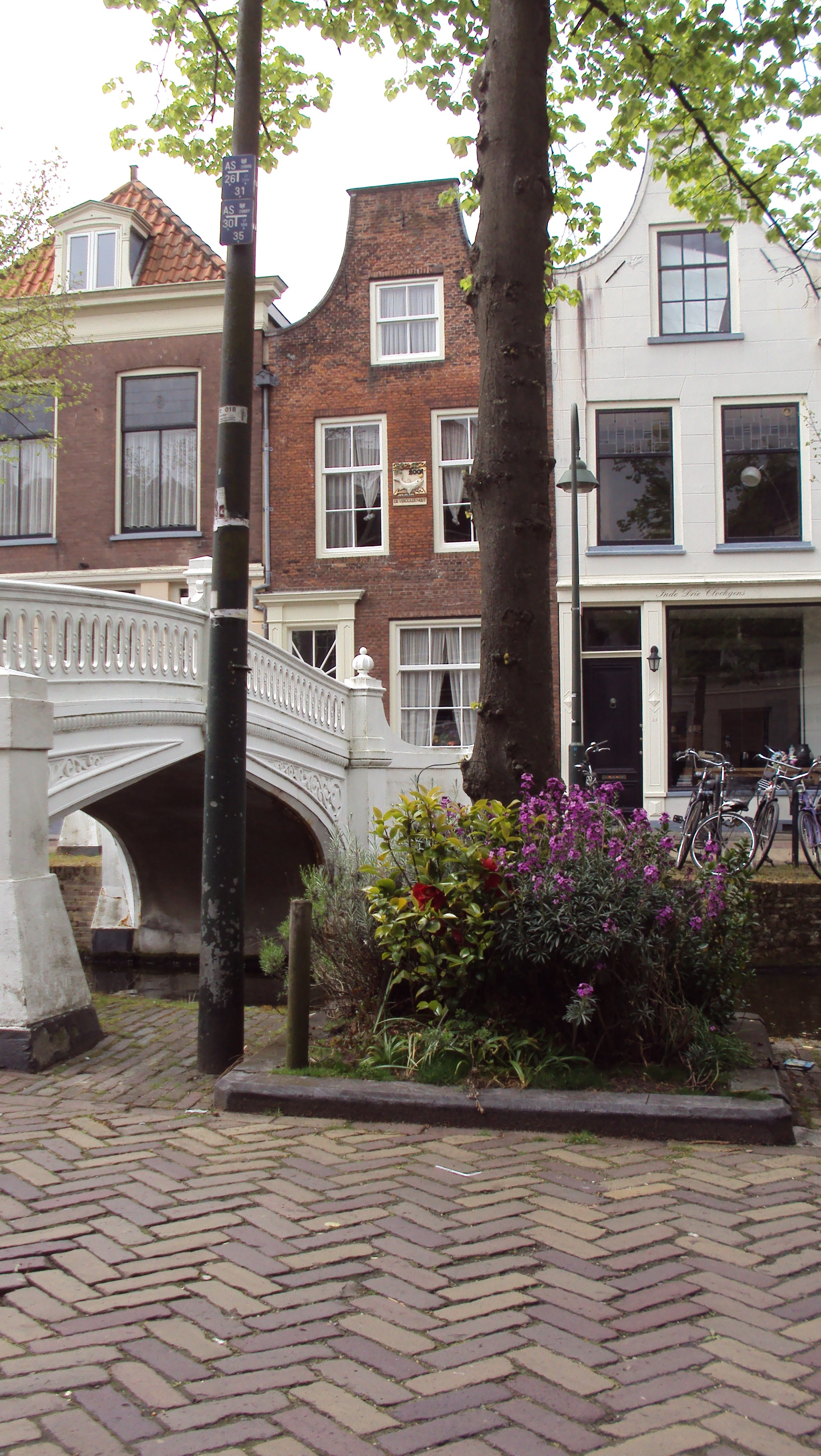
Boomspiegel met bloemen

Een boomspiegel of boomkrans is het stuk grond rondom de stam van een boom dat van boven toegankelijk is voor lucht en water, en in de ideale situatie minstens zo groot is als de kruin van de boom.
Veel bomen zijn voor een gezonde groei afhankelijk van open grond rond de boomvoet voor de toevoer van zuurstof en water. Daar waar de grond rondom een boom verhard is, bijvoorbeeld door elementenverharding, is de boomspiegel vaak veel kleiner dan de boomkruin. Soms wordt dan, om te zorgen dat de boom toch voldoende lucht en water krijgt, bij het inplanten een beluchtingslang en irrigatieslang in de boomspiegel aangebracht.
Een boomspiegel kan onbegroeid gelaten worden, maar deze kan ook begroeid zijn met sierplanten of met vegetatie. De beplanting belemmert betreding. In de fruitteelt wordt de boomspiegel meestal onbegroeid gelaten, omdat er anders te veel concurrentie voor water en voedsel kan optreden tussen de boom en de planten in de boomspiegel.

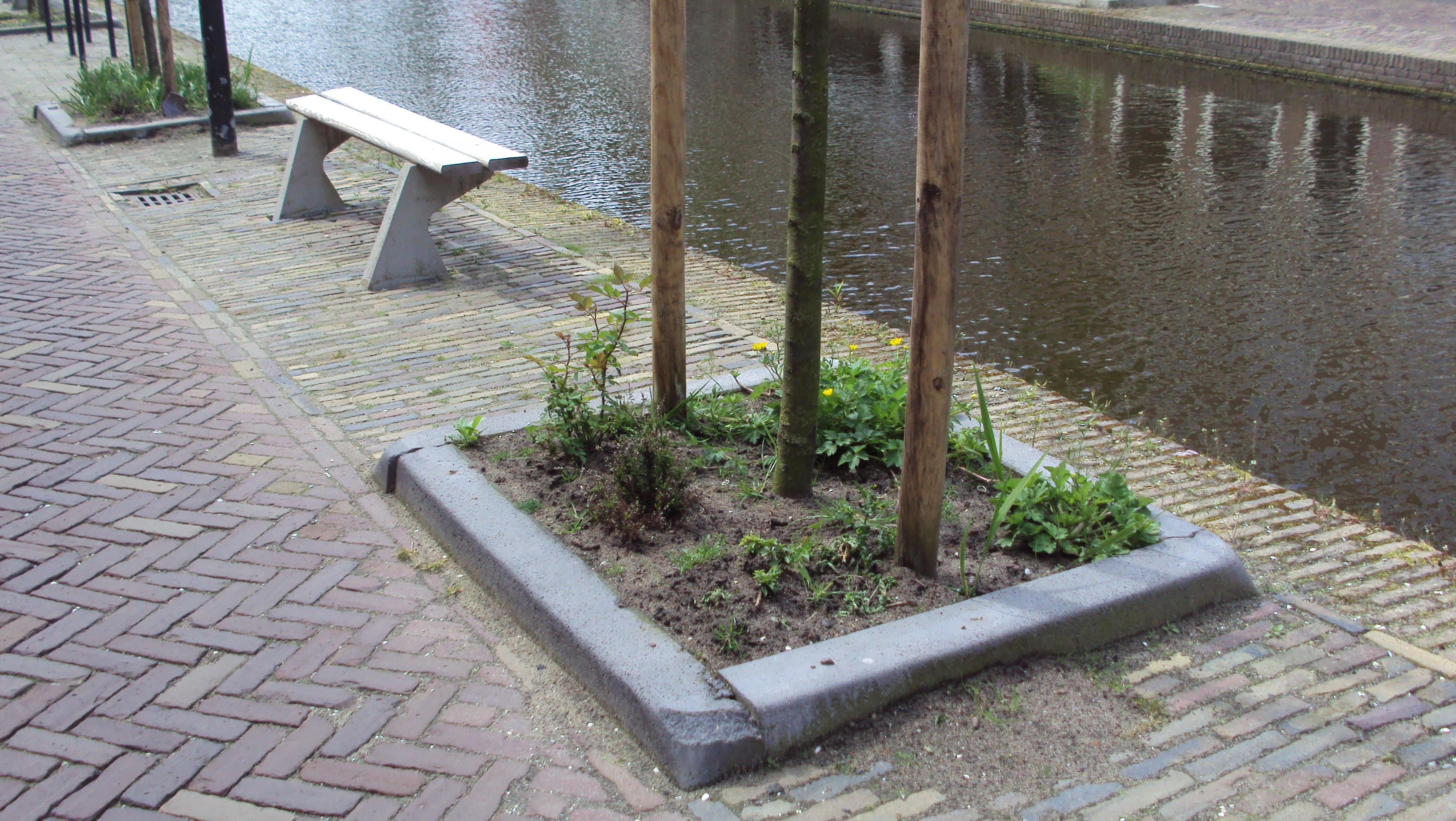
Boomspiegel met onkruid

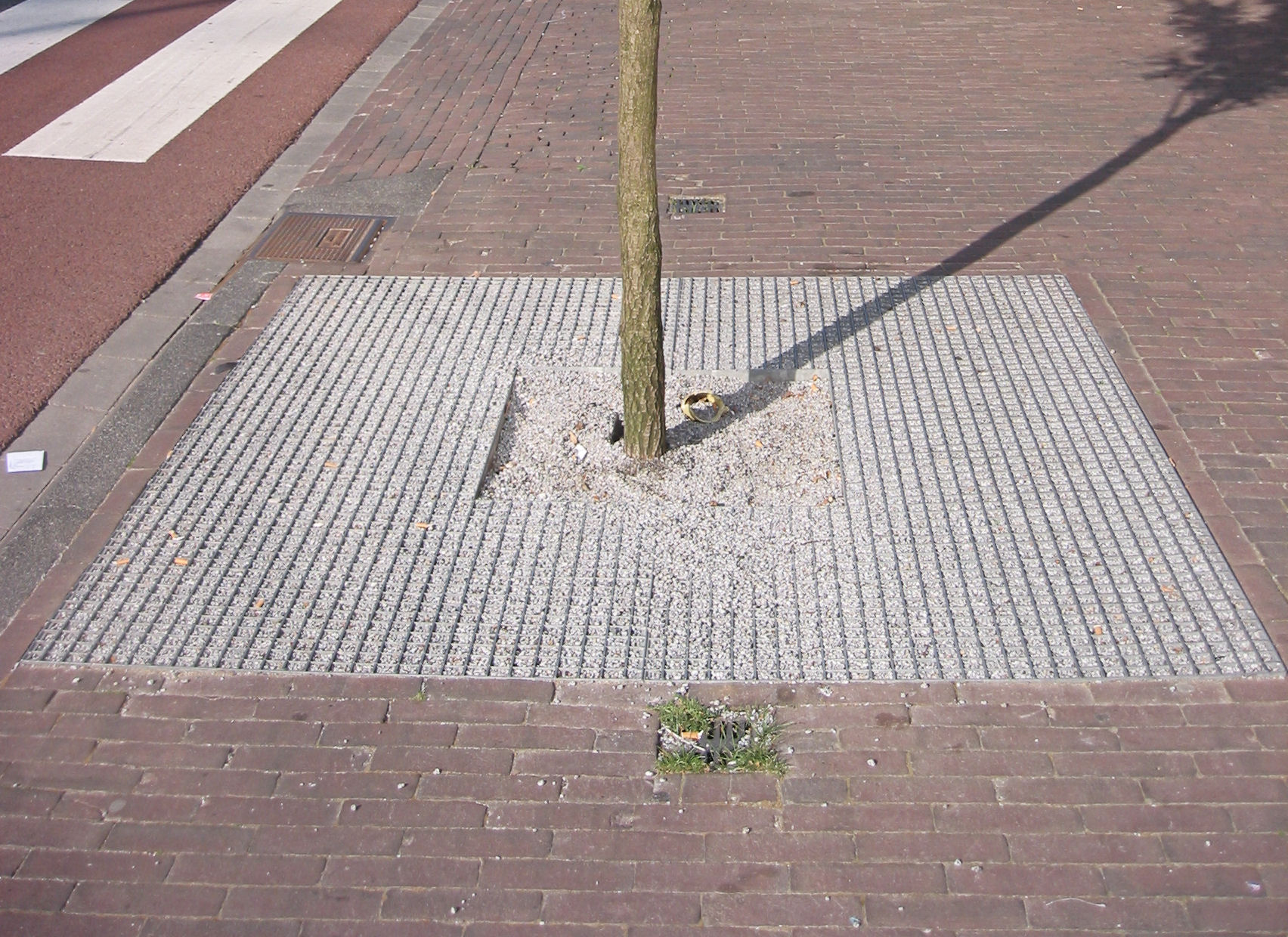
Boomspiegel met rooster

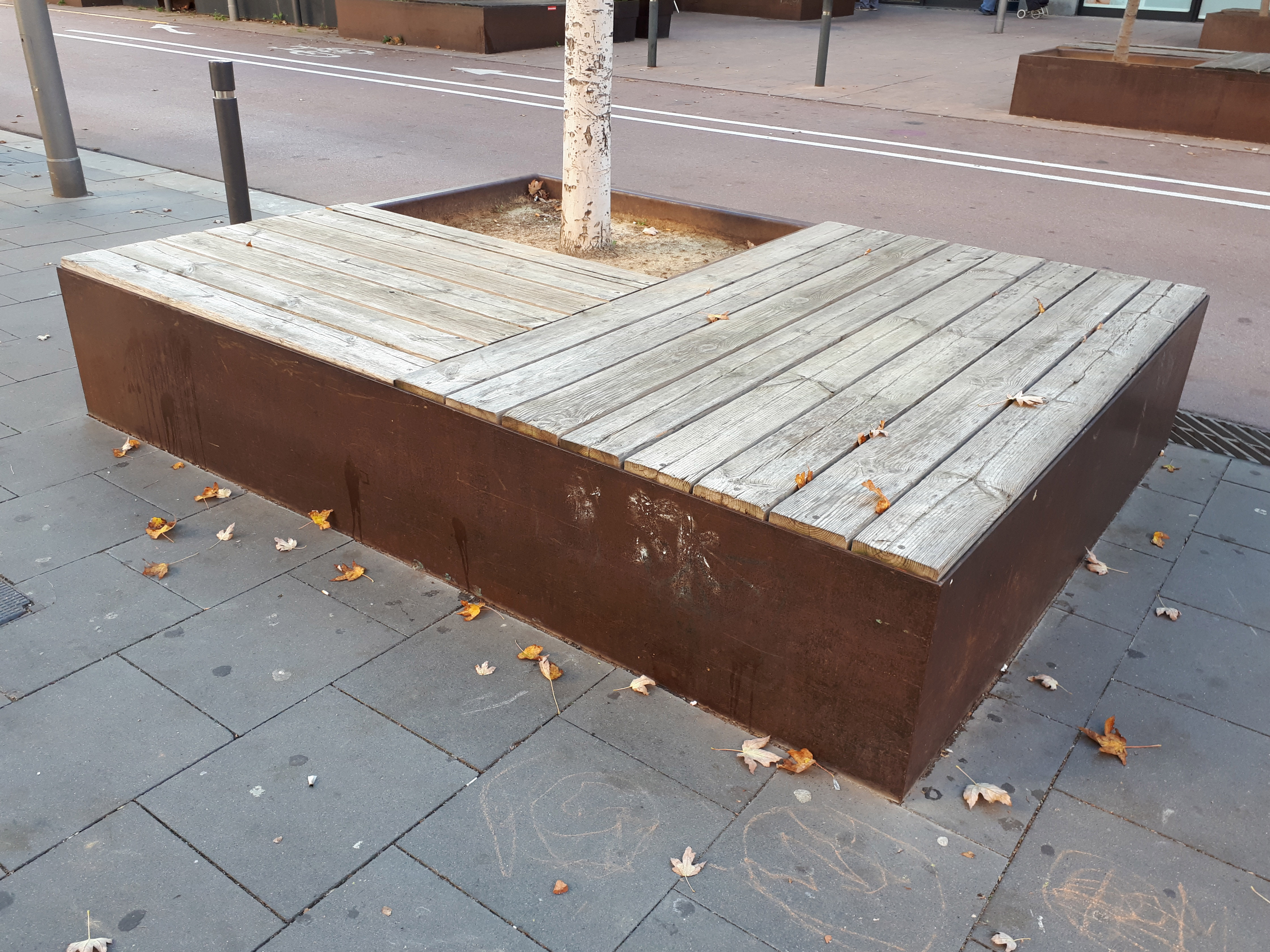
Boomspiegel met zitplatform

In de permacultuur worden boomspiegels beplant met zogenaamde fruitboomgilden: plantencombinaties die het gras onderdrukken en de boom helpen bij het groeien, gezond blijven en vrucht geven.